# Eristalinus rufus
Eristalinus rufus är en tvåvingeart som först beskrevs av Goot 1964.  Eristalinus rufus ingår i släktet slamflugor, och familjen blomflugor. Inga underarter finns listade i Catalogue of Life.